# Hygrochroa jessica
Hygrochroa jessica är en fjärilsart som beskrevs av Dyar 1926. Hygrochroa jessica ingår i släktet Hygrochroa och familjen silkesspinnare. Inga underarter finns listade i Catalogue of Life.